# Тобаковил (Северна Каролина)
Тобаковил (енгл. Tobaccoville) град је у америчкој савезној држави Северна Каролина.

## Демографија
По попису из 2010. године број становника је 2.441, што је 232 (10,5%) становника више него 2000. године.
| Група             | 2000.         | 2010.         |
| Белци             | 2.087 (94,5%) | 2.213 (90,7%) |
| Афроамериканци    | 92 (4,2%)     | 152 (6,2%)    |
| Азијати           | 4 (0,2%)      | 8 (0,3%)      |
| Хиспаноамериканци | 17 (0,8%)     | 48 (2,0%)     |
| Укупно            | 2.209         | 2.441         |